# Granada

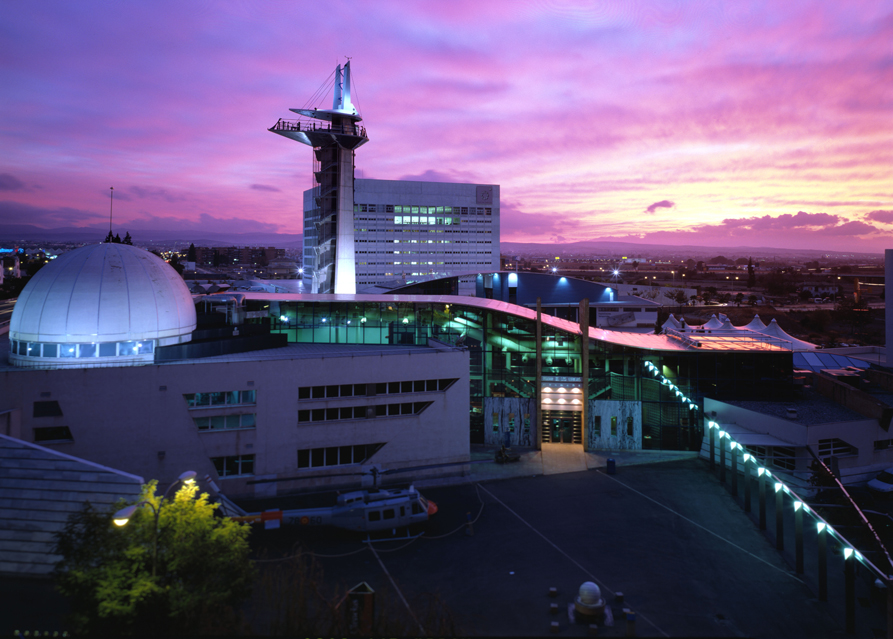
Der Park der Wissenschaften in Granada

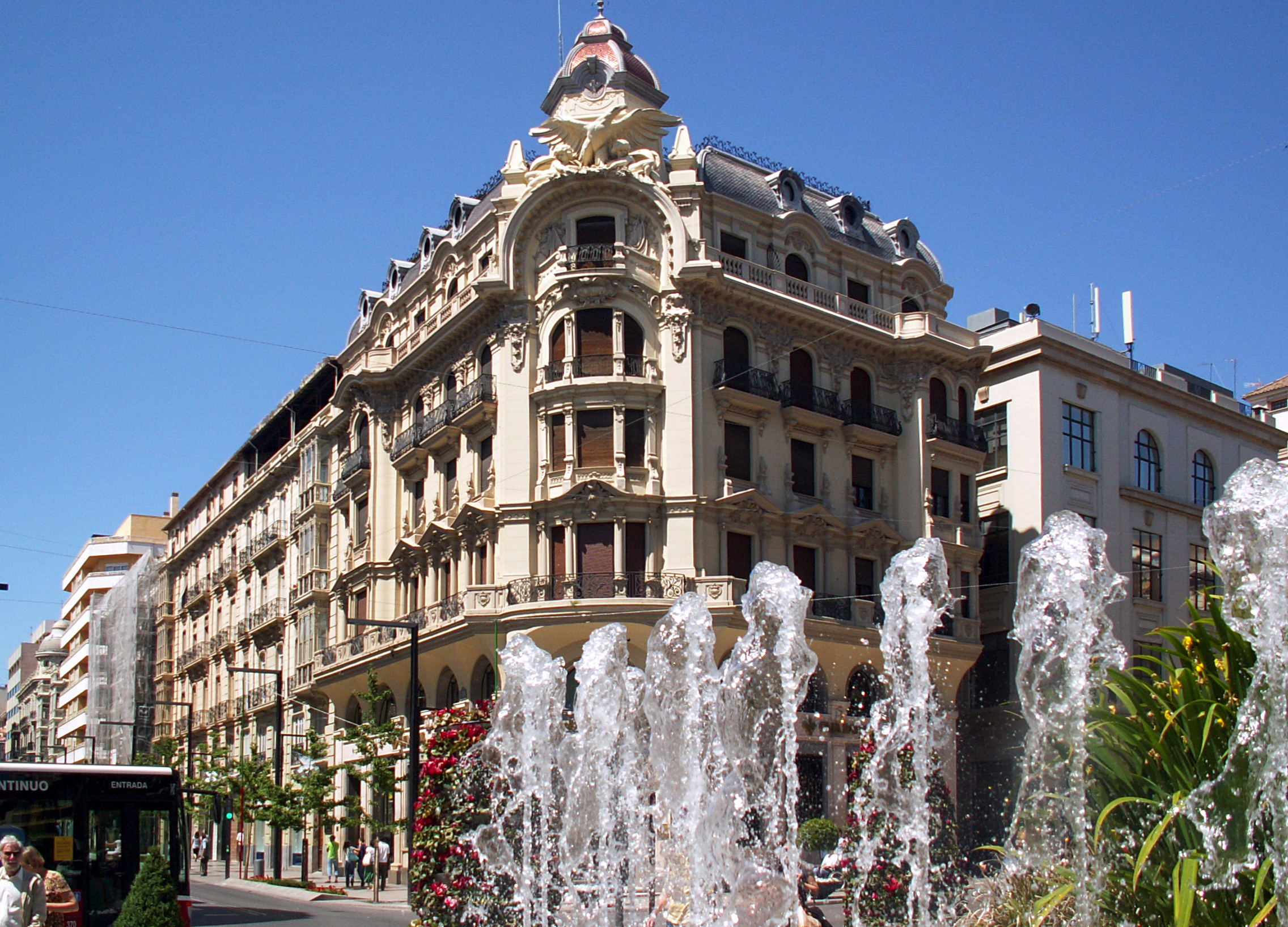
In der Innenstadt von Granada

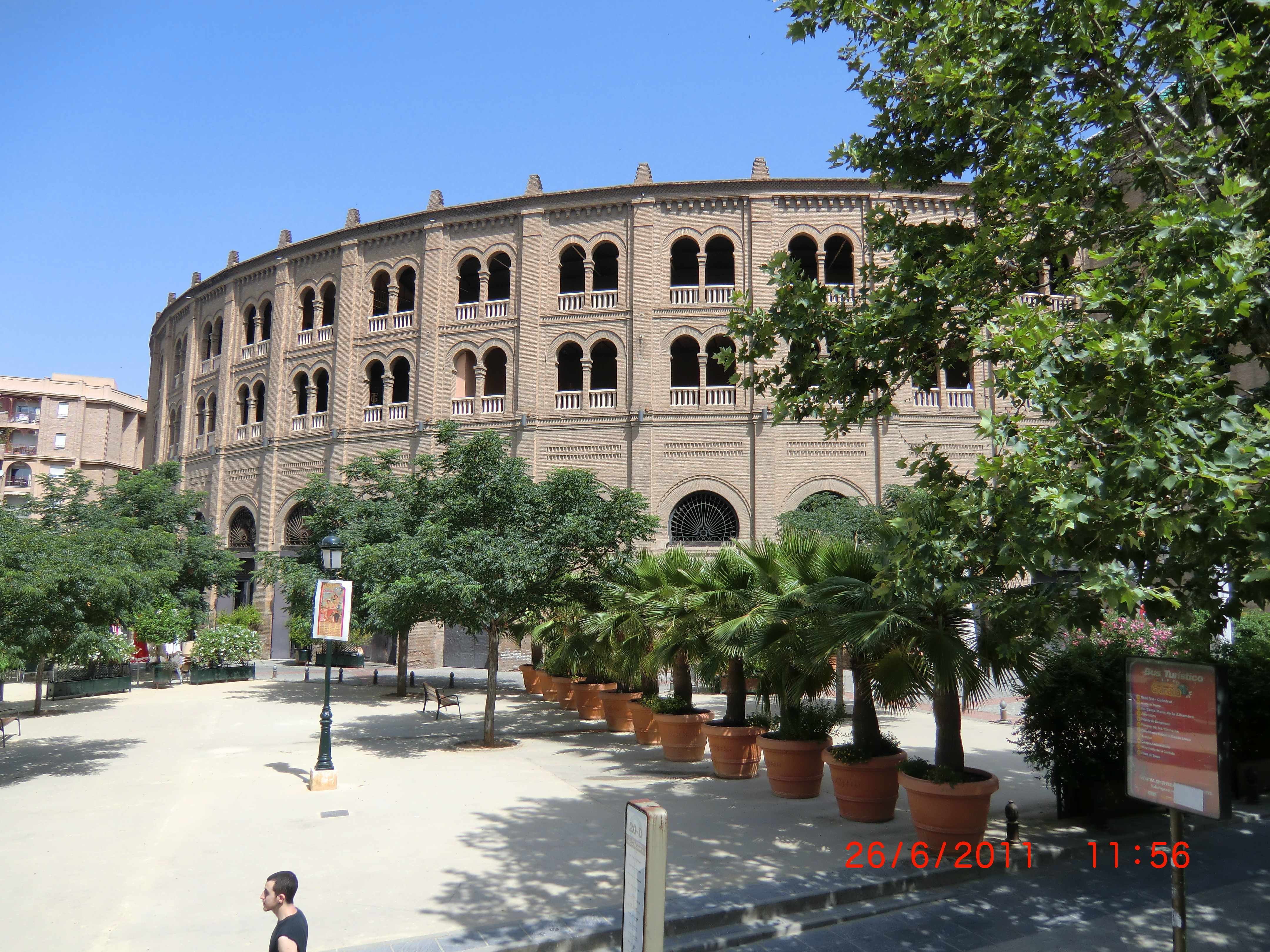
Stierkampfarena

Granada ist die Hauptstadt der Provinz Granada in Andalusien (Südspanien) und liegt in einem Ballungsgebiet der Vega de Granada. Die Stadt zählt 232.717 Einwohnern (Stand: 2024), von denen die meisten in der Verarbeitung landwirtschaftlicher Produkte oder im Tourismus arbeiten. Wirtschaftlich und kulturell ist auch die Universität Granada von großer Bedeutung; mit etwa 60.000 Studenten (Stand 1. Juni 2018) handelt es sich um eine der größten Bildungseinrichtungen Spaniens.

## Geographie

### Geographische Lage
Granada liegt beim Übergang der Sierras de Huétor y la Alfaguara in die Vega (Flussaue) de Granada am Zusammenfluss von Darro und Genil auf einer mittleren Höhe über dem Meeresspiegel von 734 m. Die Stadt umfasst eine Fläche von 87,8 km².
Sie entwickelte sich von zwei Kernen aus. Von der Hügelkuppe des heutigen Albaicín wuchs sie aufgrund des Schutzes durch eine von Archäologen angenommene Verbindungsmauer (Coracha) mit der Alhambra zunächst ins Tal des Darro und breitete sich schließlich auch in die Vega aus. Die heutige Plaza Bibarambla (aus der maghrebinisch-andalusischen Nebenform Bīb ar-Ramlah von arabisch Bāb ar-Ramlah, „(Stadt-)Tor der Sandbank“ oder „des Flussbetts“) markiert ihre ungefähre mittelalterliche Westausdehnung. Der zweite Kern, von dem sich die Stadt aus entwickelte, ist das Stadtviertel Realejo. Hier soll der jüdische Ursprung der Stadt, Ġarnāṭa al-Yahūd, gelegen haben. Der heutige Name dieses Stadtviertels ist ein Hybrid aus dem lateinischen regalis („königlich“) und dem arabischen raḥal („Heerlager“).
Die letzten 1,6 km der Strecke des Darro bis zu seiner Mündung in den Genil sind seit dem 19. Jahrhundert durch die Plaza Nueva, die Calle Reyes Católicos und die Acera del Darro überbaut, bei der Kirche Santa Ana y San Gil verschwindet der Fluss im Untergrund.

### Klimatabelle
|                        | Jan  | Feb  | Mär  | Apr  | Mai  | Jun  | Jul  | Aug  | Sep  | Okt  | Nov  | Dez  |   |      |
| Mittl. Temperatur (°C) | 6,8  | 8,5  | 11,4 | 13,1 | 17,1 | 22,5 | 26,0 | 25,5 | 21,6 | 16,3 | 10,9 | 7,9  | ⌀ | 15,7 |
| Mittl. Tagesmax. (°C)  | 12,6 | 14,6 | 18,0 | 19,5 | 24,0 | 30,2 | 34,2 | 33,5 | 28,7 | 22,6 | 16,5 | 13,1 | ⌀ | 22,3 |
| Mittl. Tagesmin. (°C)  | 1,1  | 2,4  | 4,8  | 6,8  | 10,2 | 14,7 | 17,7 | 17,6 | 14,4 | 10,1 | 5,3  | 2,7  | ⌀ | 9    |
|                        |      |      |      |      |      |      |      |      |      |      |      |      |   |      |
| Niederschlag (mm)      | 41   | 33   | 35   | 37   | 30   | 11   | 2    | 3    | 23   | 38   | 50   | 50   | Σ | 353  |
|                        |      |      |      |      |      |      |      |      |      |      |      |      |   |      |
| Sonnenstunden (h/d)    | 5,5  | 6,1  | 7,1  | 7,8  | 9,0  | 11,0 | 11,7 | 10,6 | 8,5  | 6,8  | 5,5  | 4,8  | ⌀ | 7,9  |
|                        |      |      |      |      |      |      |      |      |      |      |      |      |   |      |
| Regentage (d)          | 5,8  | 5,6  | 5,1  | 6,3  | 4,7  | 1,7  | 0,3  | 0,6  | 2,7  | 5,1  | 6,7  | 7,2  | Σ | 51,8 |
|                        |      |      |      |      |      |      |      |      |      |      |      |      |   |      |
| Luftfeuchtigkeit (%)   | 72   | 68   | 60   | 57   | 51   | 43   | 37   | 41   | 51   | 62   | 71   | 75   | ⌀ | 57,3 |

| 1,1 |

| 2,4 |

| 4,8 |

| 6,8 |

| 10,2 |

| 14,7 |

| 17,7 |

| 17,6 |

| 14,4 |

| 10,1 |

| 5,3 |

| 2,7 |

| 1,1 |

| 2,4 |

| 4,8 |

| 6,8 |

| 10,2 |

| 14,7 |

| 17,7 |

| 17,6 |

| 14,4 |

| 10,1 |

| 5,3 |

| 2,7 |

### Stadtregion
Granada liegt als Kernstadt in einem Ballungsgebiet, der Stadtregion von Granada (Área Metropolitana de Granada), zu welcher die folgenden Gemeinden gehören:
|                      | Kommune              | Fläche (km²) | Einwohner (2007) | Gemeinderat (2011) | Dichte (Einw./km²) |
| -------------------- | -------------------- | ------------ | ---------------- | ------------------ | ------------------ |
| Albolote             | Albolote             | 78,58        | 16.450           | PP                 | 209,33             |
| Alfacar              | Alfacar              | 16,73        | 5.316            | PP                 | 317,80             |
| Alhendín             | Alhendín             | 50,81        | 5.755            | PP                 | 113,26             |
| Armilla              | Armilla              | 4,42         | 20.115           | PP                 | 4.555,27           |
| Atarfe               | Atarfe               | 47,25        | 14.144           | PSOE               | 299,33             |
| Cájar                | Cájar                | 1,65         | 4.318            | PP                 | 2.618,36           |
| Cenes de la Vega     | Cenes de la Vega     | 6,49         | 6.363            | PP                 | 980,65             |
| Chauchina            | Chauchina            | 21,21        | 4.537            | PSOE               | 213,90             |
| Churriana de la Vega | Churriana de la Vega | 6,60         | 11.162           | PP                 | 1.691,21           |
| Cijuela              | Cijuela              | 17,92        | 2.455            | PSOE               | 137,01             |
| Cúllar Vega          | Cúllar Vega          | 4,35         | 6.212            | PSOE               | 1.429,10           |
| Dílar                | Dílar                | 79,28        | 1.638            | PP                 | 20,66              |
| Fuente Vaqueros      | Fuente Vaqueros      | 16,01        | 4.211            | PSOE               | 263,03             |
| Las Gabias           | Las Gabias           | 39,06        | 13.950           | PSOE               | 357,12             |
| Gójar                | Gójar                | 12,01        | 4.964            | PP                 | 413,29             |
| Granada              | Granada              | 88,02        | 236.207          | PP                 | 2.683,52           |
| Güevéjar             | Güevéjar             | 9,75         | 2.234            | UPG                | 229,14             |
| Huétor Vega          | Huétor Vega          | 4,24         | 10.900           | PP                 | 2.572,17           |
| Jun                  | Jun                  | 3,69         | 2.377            | PSOE               | 644,45             |
| Láchar               | Láchar               | 13,12        | 2.910            | PSOE               | 221,84             |
| Maracena             | Maracena             | 4,89         | 19.659           | PSOE               | 4.020,72           |
| Monachil             | Monachil             | 88,92        | 6.270            | PP                 | 70,51              |
| Ogíjares             | Ogíjares             | 6,91         | 12.145           | APPO               | 1.757,97           |
| Peligros             | Peligros             | 10,14        | 10.597           | IU                 | 1.044,78           |
| Pinos Genil          | Pinos Genil          | 13,99        | 1.252            | PP                 | 89,48              |
| Pinos Puente         | Pinos Puente         | 98,47        | 13.540           | PSOE               | 137,50             |
| Pulianas             | Pulianas             | 6,33         | 4.954            | PSOE               | 782,51             |
| Santa Fe             | Santa Fe             | 38,20        | 14.934           | PSOE               | 390,95             |
| Vegas del Genil      | Vegas del Genil      | 14,15        | 7.224            | PP                 | 510,43             |
| Villa de Otura       | Villa de Otura       | 24,34        | 5.883            | PP                 | 241,68             |
| Víznar               | Víznar               | 13,00        | 797              | IU                 | 61,31              |
| La Zubia             | La Zubia             | 20,11        | 16.941           | PP                 | 842,45             |
|                      | Gesamt               | 860,64       | 490.414          |                    | 569,82             |

### Bevölkerungsentwicklung
Granada hat rund 240.000 Einwohner, davon sind 14.373 Menschen aus dem Ausland. Rund 23.000 Granadiner sind arbeitslos. Als Universitätsstandort mit bis zu 80.000 Studenten ist Granada eine verhältnismäßig „junge“ Stadt.
|                                           |
| Quelle: Instituto Nacional de Estadística |
| Grafik für: Wikipedia                     |

## Geschichte

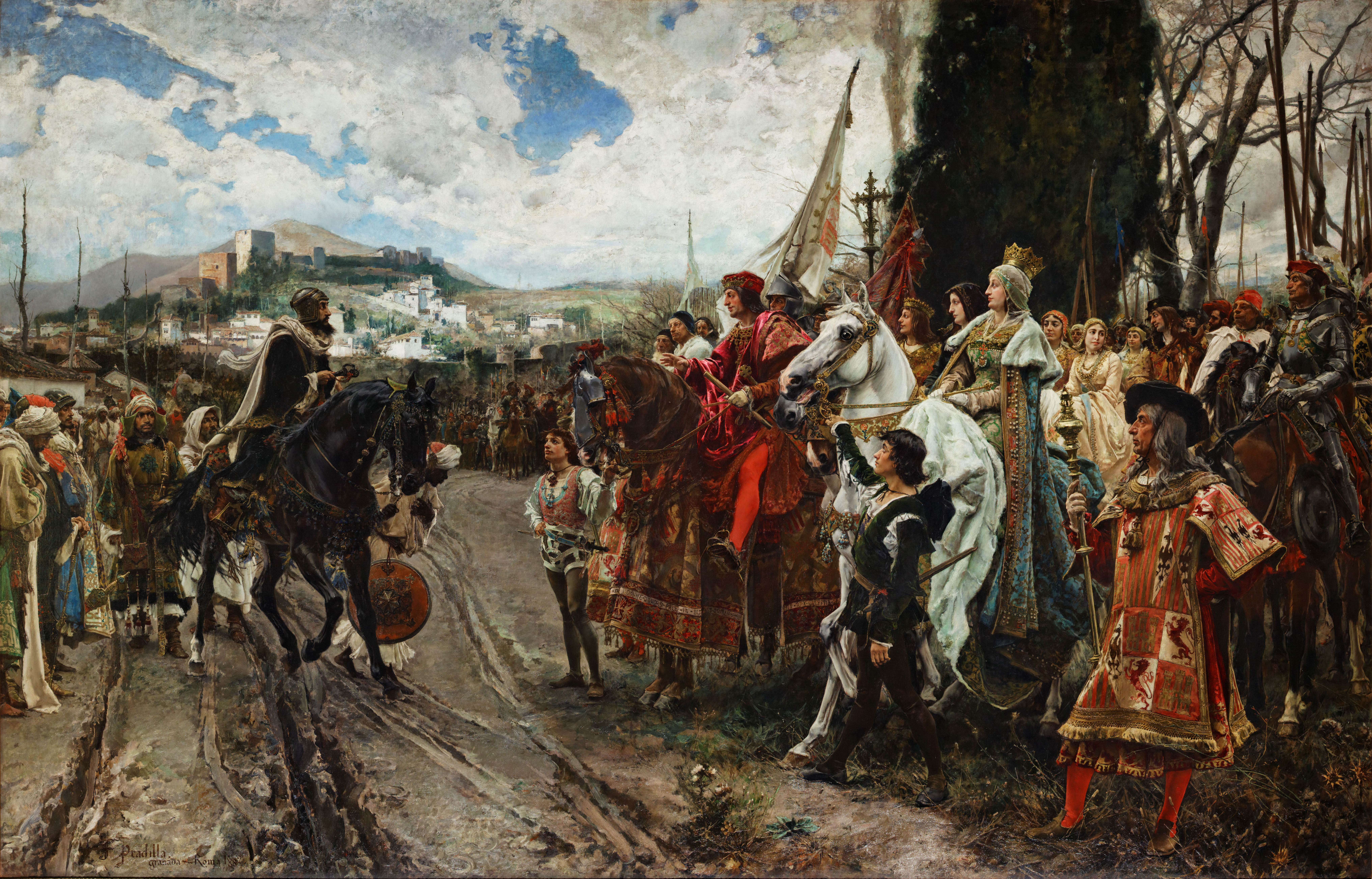
1492 – Muhammad XII. übergibt die Stadt an Königin Isabella I. von Kastilien und König Ferdinand II. von Aragón, nach einer Darstellung von Francisco Pradilla y Ortiz aus dem Jahr 1882

Die Frühgeschichte der Stadt Granada ist umstritten, aber eine als Vorläufer der Stadt Granada angesehene Siedlung wurde unter dem Namen Iliberra erstmals um 500 v. Chr. erwähnt. Aufgrund der geschützten Lage zwischen den umliegenden Bergen sowie der außergewöhnlich fruchtbaren Erde ist eine frühere Besiedlung ohnehin stark anzunehmen. Nach der Eroberung der Iberischen Halbinsel durch die Römer (siehe Hispanien; lateinisch Hispania) ist eine Siedlung mit dem Namen Illiberis belegt. Nach dem Zerfall des römischen Kaiserreichs kam das Gebiet zunächst unter den Einfluss des nordafrikanischen Reichs der Vandalen, stand nach dessen Zusammenbruch 534 für einige Jahrzehnte unter oströmischer Herrschaft und gehörte dann seit Beginn des 7. Jahrhunderts zum iberischen Reich der Westgoten.
Im Jahr 711 wurde Illiberis von den Mauren erobert und der Name zu Ilbīra (arabisch البيرة) arabisiert. Als Verwaltungszentrum der Provinz wurde im Jahr 756 etwa zehn Kilometer im Nordwesten des heutigen Granada unter dem Namen Madīnat Ilbīra (arabisch مدينة البيرة, spanisch Medina Elvira) eine neue Stadt gegründet: Atarfe (arabisch الطرف, DMG aṭ-ṭaraf) am Fuße der heutigen Sierra Elvira, in dessen Toponym der Name fortlebt. Gleichzeitig begann sich für das Gebiet der alten Siedlung die neue Bezeichnung Qal‘a Ġarnāṭa (arabisch قلعة غرناطة ‚Burg von Granada‘) durchzusetzen, aus der sich der moderne Name der Stadt entwickelt hat. Robert Pocklington sieht darin das romanische Farbadjektiv granat (‚rot‘) wiedergegeben.
Der Mittelalterarchäologe Antonio Malpica Cuello (Universität Granada) lehnt allerdings die Gleichsetzung von Illiberis mit Granada ab. Ihm zufolge fehle es an den für eine römische Stadt notwendigen Strukturen (Forum, Theater etc.), jede Wiederholung der Behauptung, Granada sei Illiberis, spiegele „ein praktisch gegen null gehendes wissenschaftliches Interesse“ wider.
Nach dem Untergang des Kalifats von Córdoba ergriff 1012 der berberische Clanchef Zāwī ibn Zīrī die Macht in der Provinz und machte das leichter als Madīnat Ilbīra zu verteidigende Granada zum Sitz der Dynastie der Zīrīden, die von hier aus etwa 80 Jahre lang über eines der bedeutendsten Kleinkönigreiche des südlichen Al-Andalus herrschte, bis sie 1090 von den Almoraviden gestürzt wurde. Nach der Vertreibung der Almohaden wurde die Stadt von 1238 bis 1492 Hauptstadt des Sultanats der Naṣriden; diese Ereignisse stehen in Verbindung mit dem Fall des eigentlichen maurischen Machtzentrums in Al-Andalus, Córdoba (1236); der Nasridenherrscher Ibn Al-Ahmar hatte sich in diesem Konflikt auf die Seite der christlichen Eroberer geschlagen und dürfte sich der Bevölkerung Granadas als Garant für Frieden empfohlen haben.
Im Jahr 1066 kam es zum Massaker von Granada, bei dem ein Mob einen jüdischen Wesir sowie den Großteil der jüdischen Bevölkerung der Stadt ermordete; die Bluttat wird als das erste Pogrom auf europäischem Boden angesehen. Besondere Bedeutung hat das Geschehen, da solche Massaker im maurischen Al-Andalus dieser Zeit keinesfalls die Regel waren. Das Massaker von 1066 wurde von der klassischen arabischen Geschichtsschreibung nicht geleugnet, allerdings im Allgemeinen durch das schuldhafte oder amoralische Verhalten des jüdischen Wesirs Yusuf ibn Nagrela begründet. Umstritten ist hingegen die Zahl der Todesopfer, die oft mit etwa 4000 Personen angegeben wird, was aber beispielsweise von der Historikerin Erika Spivakovsky als eine in der Geschichtsschreibung kaum unübliche Übertreibung angesehen wird.
1246 übergab der damalige Herrscher von Granada, Muhammad I. ibn Nasr genannt Ibn Al-Ahmar, den christlichen Mächten die Stadt Jaen nach einer monatelangen Belagerung; aus diesem Umstand und der Entsendung nasridischer Streitkräfte zur Unterstützung der christlichen Mächte beim Kampf um Sevilla 1248 wird oft abgeleitet, dass Granada tatsächlich ein Vasallenstaat der christlichen Eroberer war und deswegen länger überdauerte als andere maurische Reiche in Andalusien; die Interpretation ist allerdings umstritten. Nach dem Fall der übrigen maurischen Landstriche zogen viele Muslime in den Herrschaftsbereich von Granada.
Am 2. Januar 1492 kapitulierte der letzte naṣridische Herrscher Muhammad XII. (auch Boabdil genannt) und übergab die Stadt an Königin Isabella I. von Kastilien und König Ferdinand II. von Aragón, die so genannten „Katholischen Könige“ (Reyes Católicos). Damit war die Reconquista, die „Rückeroberung“ der Iberischen Halbinsel für das Christentum, abgeschlossen. Gemäß einem Passus des dabei abgeschlossenen Vertrages durfte die maurische Bevölkerung in Granada weiterhin ihre Religion frei ausüben, die Naṣriden mussten Granada jedoch verlassen. Boabdil lebte zunächst für einige Zeit auf einer ihm als Lehen zugestandenen Burg in der Alpujarra, bevor er, nach dem Tod seiner Gattin, in das Gebiet des heutigen Marokko übersiedelte.
Im Kapitulationsvertrag von Granada vom Jahre 1492 stellte der letzte muslimische König diverse Forderungen an die neuen Herrscher. Unter anderem sollte es keinem Juden erlaubt werden, über einen Moslem zu herrschen und Steuern von ihm einzutreiben. Weiterhin sollte es Christen verboten werden, das Haus eines Moslems oder eine Moschee zu betreten, um die Muslime damit nicht zu erniedrigen. Die neuen christlichen Herrscher fanden bei ihrer Ankunft in der Stadt keine Christen vor, da diese aufgrund von Unterdrückung sowie öffentlicher Hinrichtungen und Kreuzigungen wegen schariawidrigen Verhaltens und nicht zuletzt wegen der exorbitant hohen Kopfsteuer Dschizya für die Dhimmi (Juden und Christen) nach Norden geflohen waren oder sich dem Druck gebeugt und den Islam angenommen hatten. Zudem war ein Großteil der Christen im Jahre 1126 nach Nordafrika umgesiedelt worden.
Im Jahre 1499 wurde auf Geheiß des Erzbischofs Jiménez de Cisneros von Toledo auf dem Marktplatz von Granada ein Scheiterhaufen errichtet, um Bücher zur islamischen Theologie, Philosophie, Geschichtsschreibung und Naturwissenschaften zu verbrennen. Im Laufe dieser Ereignisse kam es zu einem eintägigen Pogrom gegen alle Nichtchristen, dem vor allem Juden zum Opfer fielen. Das seit mehreren Jahrhunderten bestehende Viertel der jüdischen Gemeinde wurde vermutlich zu diesem Zeitpunkt zu großen Teilen zerstört.
Nach Aufständen der in Spanien verbliebenen Muslime, der sogenannten Morisken (span. Moriscos), gegen die Unterdrückung (Verbot der Religionsausübung, Enteignung) durch die neuen Herrscher wurden sie in den Jahren 1569–1571 erst in andere Teile der Iberischen Halbinsel zwangsumgesiedelt und 1609–1611 nach Afrika vertrieben. Viele siedelten sich im heutigen Tunesien und Algerien an und prägten dort die Kultur. Granada verfiel zugleich in wirtschaftliche Bedeutungslosigkeit. So ging etwa die Seidenproduktion, für die Granada im Mittelalter ein Zentrum war, ganz unter.
1500 bot die Stadt das Vorspiel zur Aufteilung Italiens zwischen Spanien und Frankreich: Der Partagetraktat von Granada bestätigte die Anrechte der Krone Frankreichs auf das Königreich Neapel. Die Krone Aragón wandte sich gegen ihre eigene Verwandtschaft, gegen die 1459 durch den Papst mit Neapel belehnte Nebenlinie des Bastards Ferdinand. Das Übereinkommen hatte über den gemeinsamen Sieg hinaus keinen Bestand.
Im Spanischen Bürgerkrieg fiel Granada gleich zu Beginn in die Hände der Nationalspanier, der sozialistische Bürgermeister Manuel Fernández-Montesinos Lustau, ein Schwager des Dichters Federico García Lorca, wurde – wie auch der Dichter – im August 1936 erschossen. Ebenfalls per Schnellbefehl (sumarisimo) erschossen wurde der in Granada stationierte General Miguel Campins, wegen seiner Weigerung, sich beim Beginn der Putschs der franquistischen Machtergreifung anzuschließen.
Seit dem Jahr 1492 ist Granada Sitz eines Erzbistums. Die Universität Granada wurde in den Jahren 1526 bis 1531 errichtet und war vor allem im 20. Jahrhundert eine der Haupteinnahmequellen Granadas. Das Stadtwappen von Granada wurde 1843 verliehen.
Heute leben in Granada ca. 25.000 Muslime, von denen 2000 bis 2500 spanische Konvertiten sind. Wirtschaftlich gewann nach dem Ende der Franco-Diktatur zunehmend der Tourismus an Bedeutung. 2015 war Granada Austragungsort der Winter-Universiade.
Siehe auch: Geschichte Spaniens

## Infrastruktur und Verkehr
Das Ballungsgebiet wird von den Autobahnen A-44 (Bailén – La Gorgoracha Motril) und A-92 (Sevilla – Almería) durchquert, die nördlich von Granada ein Autobahnkreuz bilden. Direkt an der A-92 liegt bei Chauchina der Flughafen Granada-Jaén. Dieser wurde im Jahr 1972 fertiggestellt und für die 1995 geplanten alpinen Skiweltmeisterschaften in der Sierra Nevada (die dann aber wegen Schneemangels auf 1996 verschoben wurde) grundlegend erweitert. Rund 13.000 Flugbewegungen kommen alljährlich zustande. Es werden vornehmlich Inlandsflüge durchgeführt, Ryanair und FlyMonarch bedienen den Flughafen von Großbritannien und Italien aus.
Von 1904 bis 1974 gab es in und um Granada ein fast 120 km langes Netz von Straßenbahnen bzw. vergleichbaren Schmalspureisenbahnen (siehe Straßenbahn Granada und Ferrocarril Elétrico de la Sierra Nevada). Der Bau eines neuen öffentlichen Schienenverkehrs, der Stadtbahn Granada, wurde im Jahr 2007 begonnen. Die Bauarbeiten verzögerten sich aufgrund der Finanzkrise, weshalb die Eröffnung erst am 21. September 2017 erfolgte. Ein Ausbau ist in der Planung.
Der Busverkehr wird von dem Unternehmen Transportes Rober durchgeführt.
Von Granada fuhr 1866 erstmals ein Zug nach Loja, 1874 erfolgte der Anschluss an die Linie Córdoba-Málaga. 1904 eröffnete ein zweiter Bahnhof der Gesellschaft CCHSE. Wegen der Arbeiten für den Anschluss an das AVE-Netz (Hochgeschwindigkeitsnetz in Spanien) ab 2006, die im Juni 2019 abgeschlossen wurden, verfügte Granada zeitweise nebst Bahnersatzbussen nur über eine Bahnverbindung nach Almería.

## Kultur und Sehenswürdigkeiten
Berühmt ist Granada wegen der vielen bedeutenden historischen Bauten sowohl aus maurischer Zeit als auch aus Gotik und Renaissance. Darüber hinaus gehört die Stadt zu den bedeutendsten Zentren des handwerklichen Gitarrenbaus. Diese Tradition geht auf das 19. Jahrhundert zurück und hat den Gitarrenbau spätestens ab Mitte des 20. Jahrhunderts auch international beeinflusst.

### Alhambra

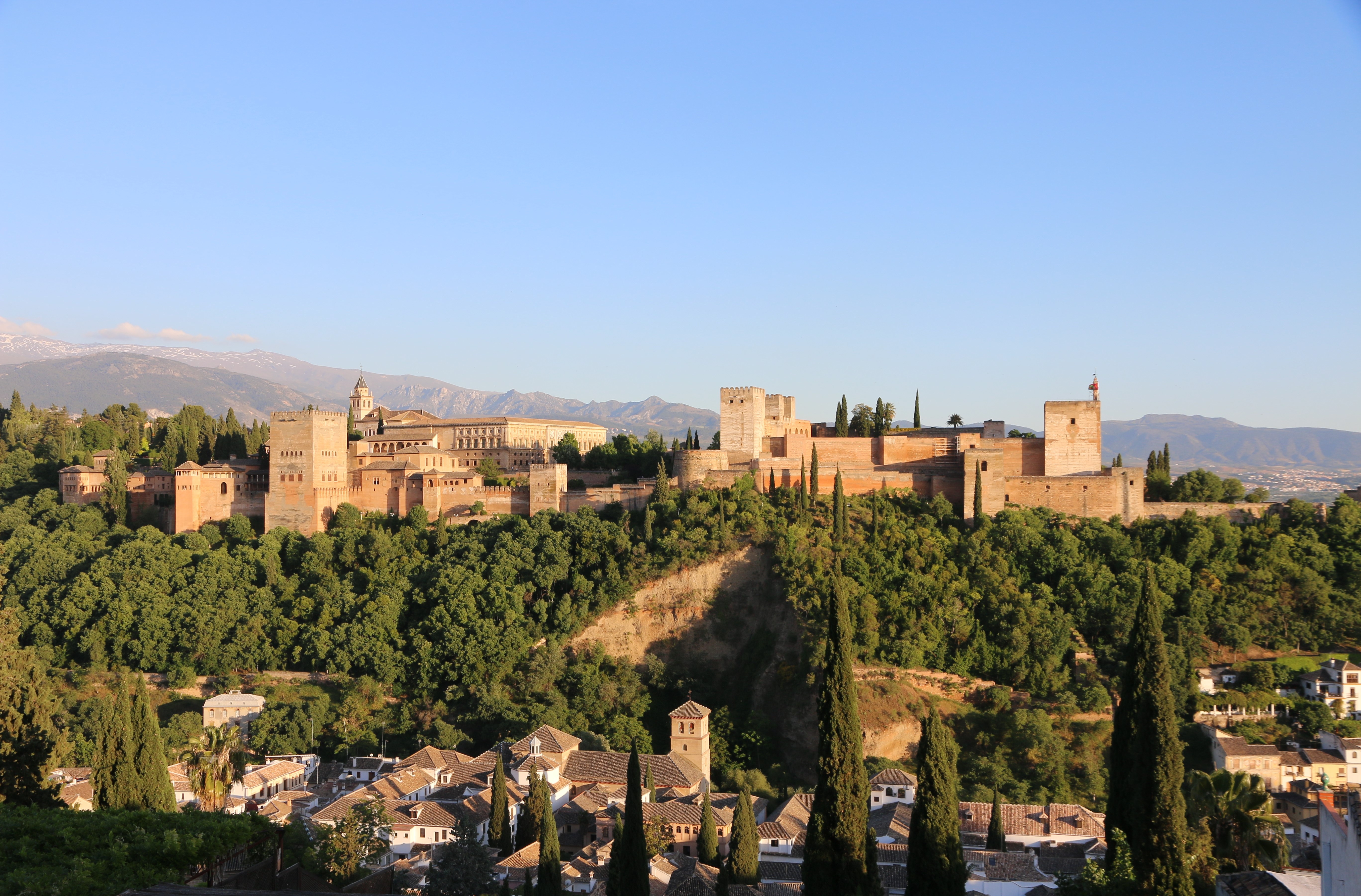
Ansicht der Alhambra

Die bedeutendsten Bauten aus der islamisch-arabischen Zeit gehören zur Festung Alhambra (von al-Ḥamra’-u „die Rote“; arab. الحمراء). Sie ist eine Ansammlung von Palästen und die größte profane Anlage dieser Art in Spanien. Sie wurde auf älteren Anlagen im 13. und 14. Jahrhundert als Residenz der muslimischen Könige der Naṣriden-Dynastie errichtet. Berühmt ist die Alhambra für ihre Stuckdecken und den Löwenbrunnen. König Karl I. ließ einen Palast in diesem Areal erbauen, durch den weite Bereiche des ursprünglichen Palastes zerstört wurden. Da es sich bei diesem um eines der bedeutendsten Gebäude der Renaissance in Spanien handelt, werden hier keine Ausgrabungen durchgeführt. In der Alhambra befindet sich im Gebäude eines dem Franz von Assisi geweihten Klosters aus dem 16. Jahrhundert ein Hotel. Oberhalb der Alhambra liegt der Generalife (von arabisch جنة العارف, DMG ǧannat al-‘ārif, „Garten“ bzw. „Paradies des [Gott] Erkennenden“), die Sommerresidenz des Emirs. Im Palacio de Carlos V. befindet sich heute das Museo de Bellas Artes de Granada (die 1839 institutionalisierte Sammlung ist eine der ältesten noch bestehenden Gemäldegalerien Spaniens) und das Museo de la Alhambra.

### Albaicín und Sacromonte

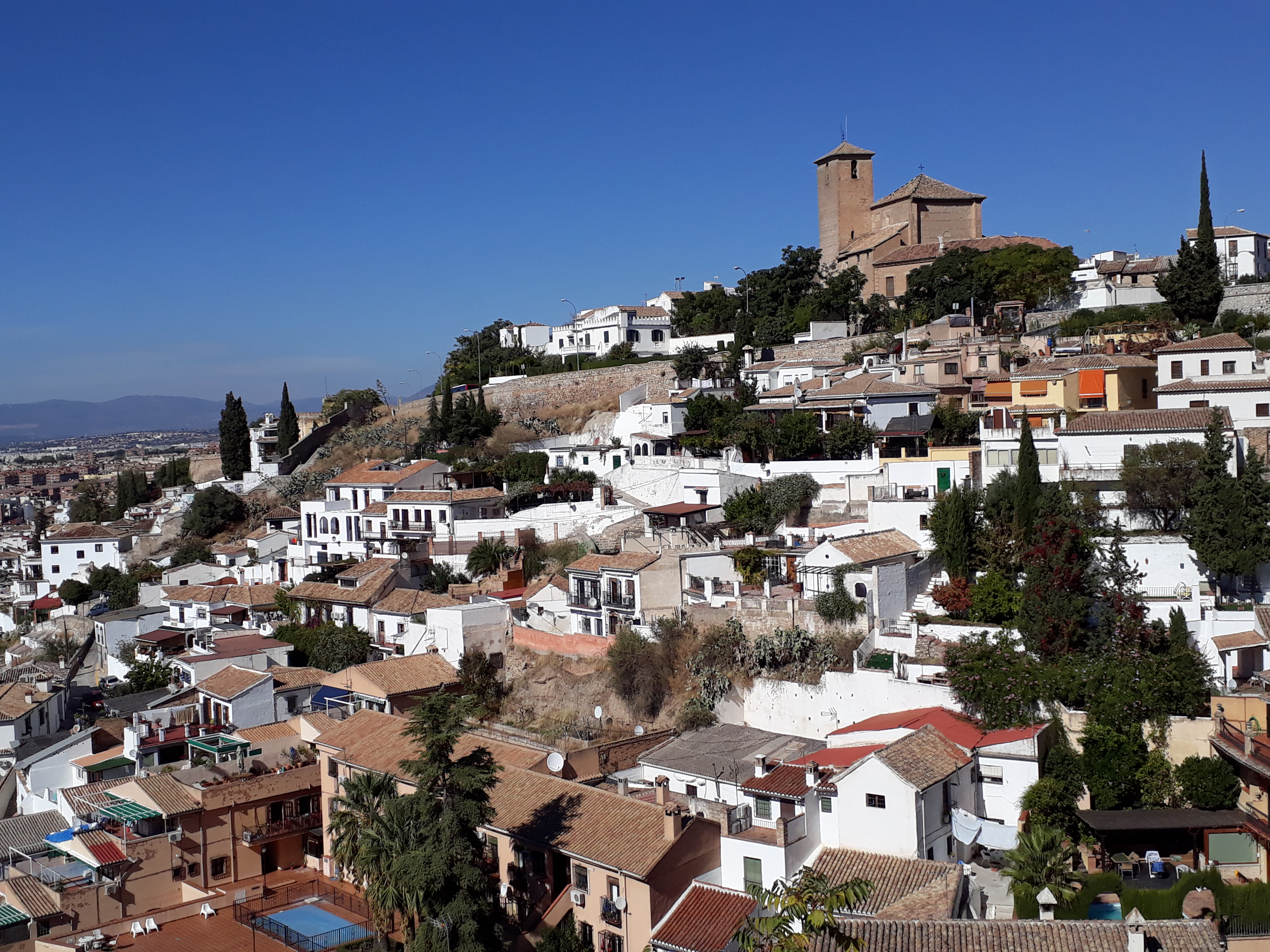
Albaicín

Panorama Alhambra vor der Sierra Nevada. Blick vom Mirador San Nicolás

Alhambra, Generalife und Albaicín, das ehemalige maurische Wohnviertel, sind Weltkulturerbe der UNESCO. An der Nordseite des Albaicín hat sich noch ein immer wieder unterbrochener Überrest der Stadtmauer der Zīrīden aus dem 11. Jahrhundert erhalten. Er beginnt an der Puerta Elvira an der gleichnamigen Straße und zieht sich die ganze Nordseite des Albaicín entlang. Hervorzuheben sind dabei insbesondere die restaurierte Puerta de Monaita, die fortifikatorisch interessante Puerta Nueva und ein weiteres Stadttor, welches heute eine dem Caecilius von Illiberis geweihte Kapelle beherbergt. Diese Mauer bildet seit dem 14. Jahrhundert nur noch den inneren Mauerring. Der äußere Mauerring zieht sich ebenfalls um den Norden des Albaicín und führt über den Berg San Miguel mit der in die Mauer eingelassenen, weithin sichtbaren Kirche San Miguel Alto, auch als La Ermita, bekannt und knickt dort nach Süden ab, wodurch der Albaicín auch vom Osten umschlossen ist. Der Stadtteil Sacromonte wird durch diese Mauer in einen intra- und einen extramuralen Teil geteilt.
Typisch für den Albaicín sind die Cármenes. Carmen ist ein speziell in Granada gebräuchlicher Begriff für eine Villa am Hang mit Garten. Der Begriff leitete sich vom arabischen karm ab, was „Weingarten“ bedeutet. Aus der Herrschaftszeit der Naṣriden haben sich im Albaicín noch zahlreiche Paläste erhalten, wie etwa die Casa de Zafra, welche die Zeiten als Nonnenkonvent überlebte, oder die Casa del Chapiz, heute Sitz der Escuela de Estudios Árabes, einer Unterabteilung des CSIC. Mit dem Untergang der Naṣridendynastie eng verbunden ist der Palacio Dar al-Horra, der Wohnsitz der Mutter des letzten Sulṭāns Boabdil. Daneben besitzt Granada ein archäologisches Museum, welches sich in der Casa del Castril befindet. Ganz in der Nähe befindet sich auch ein alter Ḥammām, der unter dem Namen El Bañuelo bekannt ist.
Erwähnenswert sind auch einige der Kirchen auf dem Albaicín; berühmt sind, weil nach ihnen die Aussichtspunkte (Miradores) benannt sind, San Nicolás und San Cristóbal. Neben San Nicolás liegt die neue, 2003 fertiggestellte Moschee Granadas. San Cristóbal ist ein Zeugnis vom Umgang mit der moriskischen Bevölkerung Granadas zur Zeit der Katholischen Könige: Entgegen den in den Kapitulationen von Granada gegebenen Garantien wurden für den Bau der Kirche islamische Grabsteine verwendet, die im Mauerwerk noch immer sichtbar sind.
Von der alten Hauptmoschee aus dem 11. Jahrhundert hat sich noch der Ṣaḥn (der Innenhof einer Moschee) erhalten. Er gehört nun zur Erlöserkirche (San Salvador).
Im benachbarten Sacromonte findet man die cuevas, die berühmten Höhlenwohnungen der Calé sowie das Museo Cuevas del Sacromonte, in dem sowohl die Lebensart, Kultur und Schicksal der örtlichen Calé betrachtet werden. Noch bis zum heutigen Tage sind einige dieser Höhlen in Granada und Umkreis bewohnt. Am stadtauswärtigen Ende des Viertels Sacromonte findet sich die Abadía del Sacromonte. Die auf das 17. Jahrhundert datierende Einrichtung beherbergt eine bedeutende historische Bibliothek; die Sammlung religiöser Kunstwerke und ein Teil des Gebäudes können mit Führung besucht werden.

### Rund um die Kathedrale
Im Zentrum steht die Kathedrale aus der Renaissance. Daran grenzt die 1521 fertiggestellte Capilla Real mit den Grabmälern der Katholischen Könige. Isabella und Ferdinand wurden 1521 überführt, Johanna die Wahnsinnige und Philipp der Schöne sind dort ebenfalls bestattet.

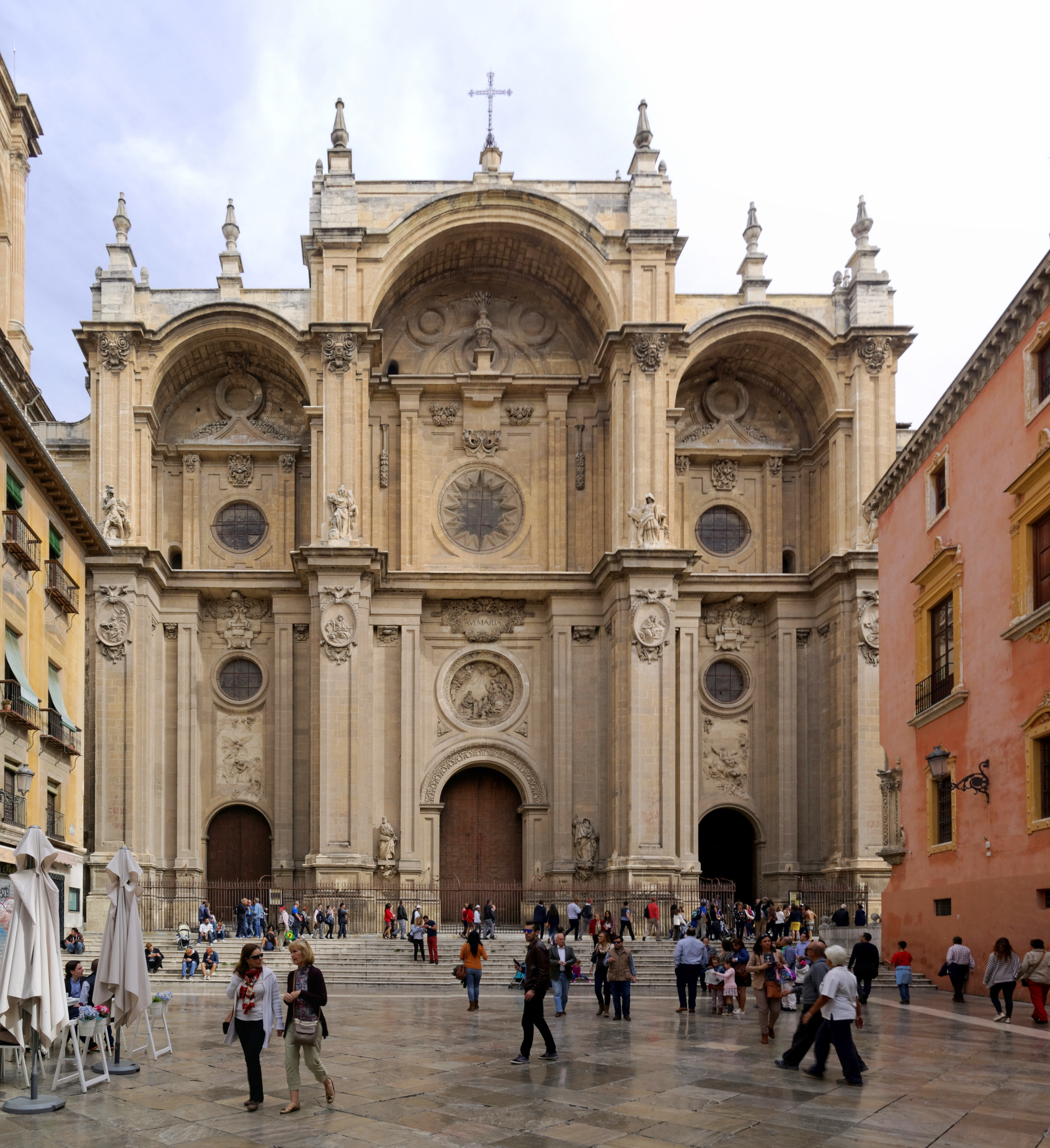
Kathedrale von Granada

Auch rund um die Kathedrale befinden sich noch im heutigen Stadtbild erkennbare Zeugnisse des maurischen Granada, so die ehemalige Karawanserei Corral de Carbón, in der heute die Touristeninformation untergebracht ist, die frühere Koranschule oder Madraza de Granada (Eingang direkt gegenüber der Capilla Real) und die Alcaicería, der alte Seidenmarkt. Direkt gegenüber der Kathedrale befindet sich das Centro José Guerrero, das eine umfangreiche Sammlung des namensgebenden Künstlers besitzt und wechselnde Ausstellungen moderner Kunst ausrichtet.
Im neoklassizistischen Palacio de las Columnas aus dem 18. Jahrhundert befindet sich heute die Fakultät für Übersetzung und Dolmetschen der Universität der Stadt. In der Nähe liegt das Colegio de San Pablo aus dem 16. Jahrhundert. Dieses Gebäude diente den Jesuiten zur Ausbildung von Missionaren für die moriskische Bevölkerung. Nach der Auflösung des Jesuitenordens in Spanien 1767 zog die rechtswissenschaftliche Fakultät hier ein, die bis heute ihren Sitz in dem Gebäude hat. An das Gebäude angeschlossen befindet sich der Jardín Botánico.
Etwas weiter entfernt liegt das Kloster des heiligen Hieronymus. Dieses im isabellinischen Stil errichtete Kloster ist das erste Kloster, welches nach der Übergabe der Stadt an die Katholischen Könige errichtet wurde. Es dient als Grablege des Gran Capitán.

### Sonstige Sehenswürdigkeiten
Direkt westlich der Alhambra, auf der anderen Seite der Uferstraße des Rio Darro, befindet sich das Archäologische Museum von Granada.
Nördlich des Zentrums befindet sich das reich verzierte Kartäuserkloster La Cartuja, in dem auch eine Kunstsammlung mit Werken des Barockkünstlers Juan Sánchez Cotán u. a. besucht werden kann. Auf dem nach dem Kloster benannten Campus der Universität befindet sich die Sternwarte Granadas. In der Nähe liegt auch die im Neomudéjarstil errichtete neue Plaza de Toros aus den 1920er Jahren.
Neben den Jardines del Triunfo befindet sich die Kapuzinerkirche von Granada mit der Krypta des Fray Leopoldo, der in der Region Granada breit verehrt wird; tatsächlich ist dies, aufgrund der hohen Anzahl besuchender Gläubiger, das zweithäufigstbesuchte Monument der Stadt.
Im Süden der Stadt, auf der anderen Seite des Genil, befinden sich der Kongresspalast, der Wissenschaftspark sowie ein Jagdschlösschen der Almohaden, der Alcázar del Genil.

### Feste und Feierlichkeiten

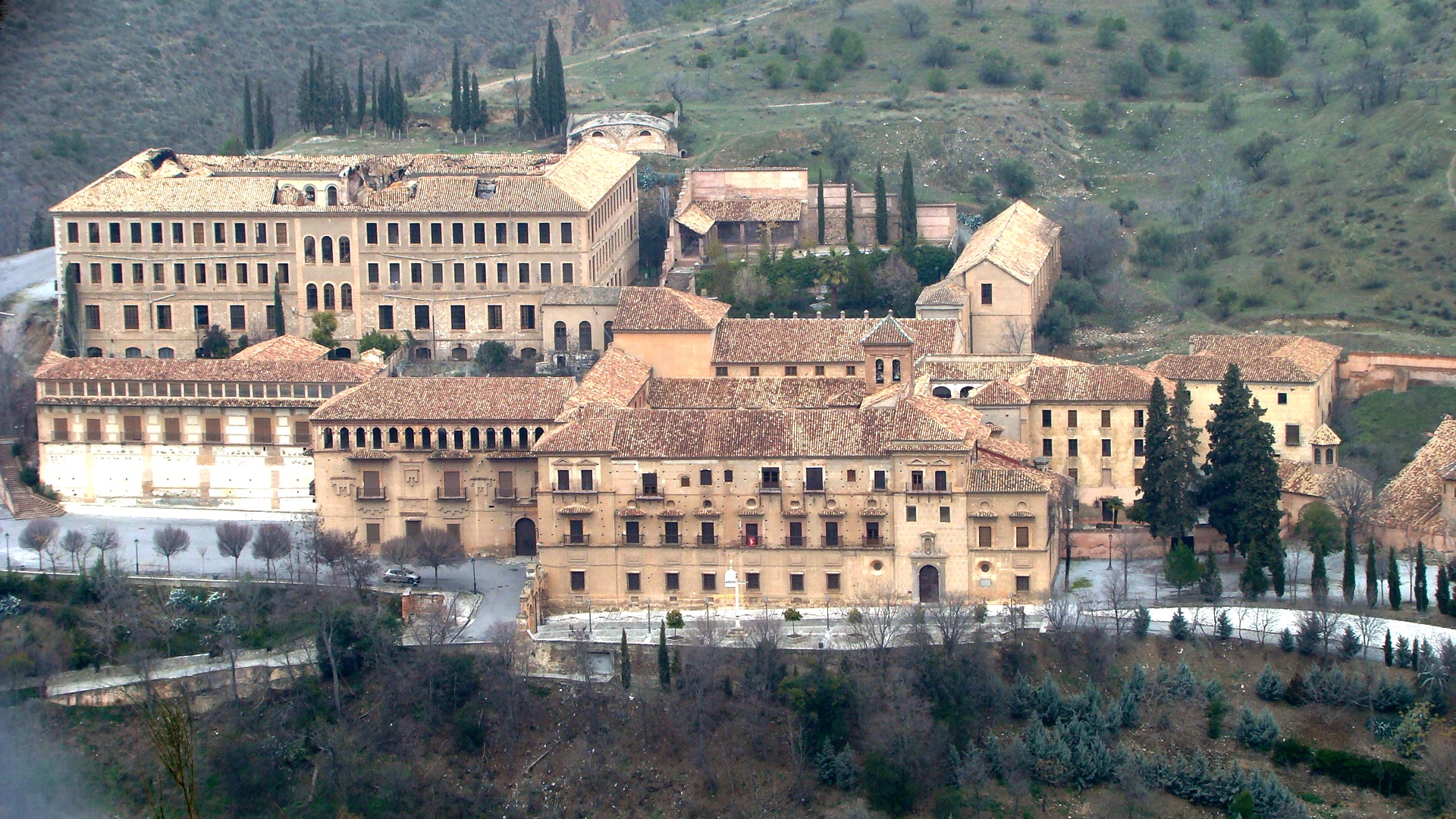
Die Abadía del Sacromonte vom Cerro del Sol aus gesehen. Sie ist Ziel der Romería de San Cecilio und der Prozession der Gitanos während der Semana Santa.

Wie andere Städte Spaniens auch, feiert Granada neben den allgemeinen Festen auch seine ganz eigenen Feste. Die meisten sind religiösen Ursprungs.
- 2. Januar: Día de la Toma. Der ‚Tag der Einnahme Granadas‘ erinnert an die Übergabe der Stadt durch Boabdil an die Katholischen Könige im Jahr 1492. Der Tag ist traditionell von Aufmärschen nationalistischer und falanguistischer Gruppen begleitet, in den letzten Jahren hat es vermehrt auch linke Gegendemonstrationen gegeben.
- 1. Februar: San Cecilio. Festtag des hl. Caecilius von Iliberris ist der 1. Februar. Gewöhnlich wird der Tag aber am darauffolgenden ersten Sonntag im Februar mit einer Wallfahrt (Romería) zur Abadía del Sacromonte begangen.
- Ende März: Fiesta de la Primavera. Das ‚Frühlingsfest‘ ist eine relativ neue Erfindung, angeregt durch die Kommunikationsmöglichkeiten der sozialen Netzwerke. Es wird von vielen als Ausrede zum offiziell verbotenen botellón gesehen, dem exzessiven Alkoholkonsum in der Öffentlichkeit. In den spanischen Medien wurde für diesen – in einem eng umgrenzten Bereich erlaubten – botellón, zu dem sich 2011 bis zu 25.000 Jugendliche versammelt haben sollen, der Begriff Macrobotellón geprägt.[21]
- Die Semana Santa, die Palmsonntag beginnt und Ostern endet, wird in Granada, wie in vielen anderen Städten Spaniens auch, mit vielen Prozessionen der unterschiedlichen Cofradías bzw. Hermandades begangen. Sie ist weniger berühmt als die Semana Santa in Sevilla, es finden jedoch auch hier täglich mehrere Prozessionen auf unterschiedlichen Routen statt. Die bekannteste ist die Prozession der Gitanos zur Abadía del Sacromonte.
- 3. Mai: Fiesta de la Cruces oder Cruz de Mayo. Auch dieses Fest wird in der gesamten spanischsprachigen Welt begangen. Granada ist allerdings bekannt für den Wettstreit der einzelnen Stadtviertel untereinander, das schönste blumengeschmückte Kreuz oder die schönste religiöse Szene aufzustellen.
- Die Feria del Corpus, also die Fronleichnamsferia, ist die größte Feria der Stadt, die traditionell an den Tagen vor Fronleichnam auf dem Feriagelände im Norden der Stadt stattfindet. Institutionen und politische Parteien unterhalten hier Festzelte, daneben stehen die Fahrgeschäfte der Schausteller.
- Die Fiesta del Agua (‚Fest des Wassers‘), die als Fiesta del Agua y del Jamón (‚Fest des Wassers und des Schinkens‘) eigentlich in dem Bergdorf Lanjarón in den Alpujarras begangen wird. Sie wird aber auch privat organisiert an verschiedenen Terminen auf den Straßen und Plätzen Granadas gefeiert. Dazu gehören Sprünge über das Feuer genauso wie Wasserschlachten. Die größte, seit Jahren regelmäßig stattfindende Wasserschlacht wird im Stadtviertel Realejo um den 1. August herum durchgeführt.

## Städtepartnerschaften
Mit folgenden Städten hat Granada eine Städtepartnerschaft geschlossen:
| Stadt                | Land               | seit |
| -------------------- | ------------------ | ---- |
| Aix-en-Provence      | Frankreich         | 1979 |
| Belo Horizonte       | Brasilien          | 2002 |
| Coral Gables         | Vereinigte Staaten | 1989 |
| Freiburg im Breisgau | Deutschland        | 1991 |
| Marrakesch (مراكش,)  | Marokko            | 1994 |
| Remscheid            | Deutschland        | 2025 |
| Tétouan (تطوان)      | Marokko            | 1988 |
| Tlemcen (تلمسان)     | Algerien           | 1989 |

Zudem ist Granada Mitglied des Bundes der europäischen Napoleonstädte.

## Söhne und Töchter der Stadt
- Jehuda ibn Tibbon (1120–1190), Übersetzer, Mediziner und Poet
- Luis de Granada (1504–1588), Dominikaner und Aszetischer Schriftsteller
- Francisco Suárez (1548–1617), Theologe und Philosoph
- Alonso Cano (1601–1667), Maler, Bildhauer und Architekt
- Pedro de Mena (1628–1688), Bildhauer
- Mariana de Pineda Muñoz (1804–1831), Heldin des Liberalismus
- Eugénie de Montijo (1826–1920), Kaiserin von Frankreich
- Eduardo Rosende Sánchez (1863–1928), Maler
- Manuel Gómez-Moreno (1870–1970), Kunsthistoriker, Archäologe und Epigraphiker
- Mariano Fortuny (1871–1949), Modeschöpfer
- Francisco Alonso (1887–1948), Komponist
- José María Granada (1893–1960), Dramatiker, Drehbuchautor und Regisseur
- Federico García Lorca (1898–1936), Schriftsteller
- Agustina González López (1891–1936), Schriftstellerin und Feministin
- Francisco Ayala (1906–2009), Schriftsteller und Soziologe
- José Tamayo (1920–2003), Theaterleiter und -regisseur
- Rafael Guillén (1933–2023), Dichter
- Antonio Jiménez Quiles (1934–2023), Radrennfahrer
- Enrique Morente (1942–2010), Flamencosänger und Komponist
- Miguel Ríos (* 1944), Musiker
- Manolete (1945–2022; bürgerlich Manuel Santiago Maya), Flamenco-Tänzer
- Carlos Cano (1946–2000), Sänger, Komponist und Liedertexter
- José Higueras (* 1953), Tennisspieler
- Javier Paxariño (* 1953), Jazzmusiker
- Ángel Ocaña (* 1960), Radrennfahrer
- Clara Aguilera García (* 1964), Politikerin
- José Rico Pavés (* 1966), katholischer Geistlicher, Bischof von Jerez de la Frontera
- José Javier Rojas (* 1970), Freestyle-Skier
- María José Rienda (* 1975), Skirennläuferin
- Manuel Calvente (* 1976), Radrennfahrer
- Álvaro Gijón (* 1976), Skilangläufer
- Eva Hidalgo (* 1976), spanisch-deutsche Künstlerin
- Francisco José Lara Ruiz (* 1977), Radrennfahrer
- Juan Miguel Mercado (* 1978), Radrennfahrer
- Adolfo García Quesada (* 1979), Radrennfahrer
- Héctor Eliel Márquez Fornieles (* 1979), Komponist, Dirigent und Musikprofessor
- José Antonio Sánchez de Luna (* 1984), Tennisspieler
- Pablo Santos González (* 1984), Tennisspieler
- Enrique Jiménez (* 1985), Altorientalist
- Vinila von Bismark, bürgerlich Irene López Mañas (* 1986), Neoburlesque-Performerin, DJ und Rock-Sängerin
- Kid Simius (* 1987), Musiker
- Victoria Padial (* 1987), Biathletin
- Pablo Aguilar (* 1989), Basketballspieler
- Nuria Párrizas Díaz (* 1991), Tennisspielerin
- Irene Espínola Pérez (* 1992), Handballspielerin
- Laura Bueno (* 1993), Sprinterin
- Ignacio Fontes (* 1998), Leichtathlet
- Etienne Halsdorf (* 1999), luxemburgisch-spanischer Schauspieler und Sprecher
- María Dueñas (* 2002), Geigerin und Komponistin